# 維也納大酒店

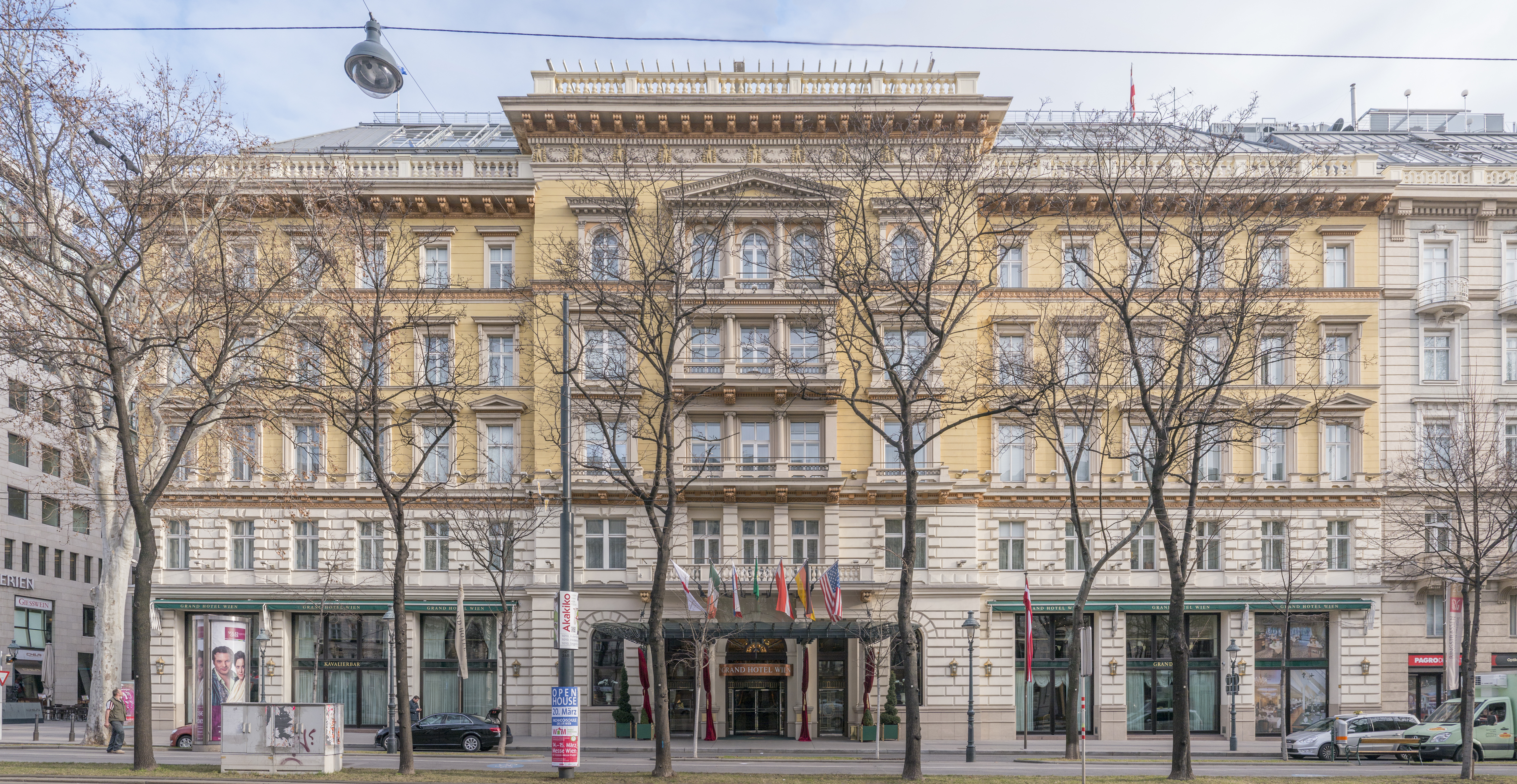

維也納大酒店（Grand Hotel Wien）是奧地利首都維也納的一家五星級高級酒店，位於戒指路。維也納大酒店有著悠久的歷史和傳統。

## 历史
酒店的設計者是建築家Carl Tietz，開業於1870年，是維也納第一家高檔酒店。全日空曾在1989年收購過這家酒店。2004年，全日空又將這家酒店出售給JJW酒店集團，並恢復維也納大酒店的舊名。

## 外部連結
- 维基共享资源上的相關多媒體資源：Grand Hotel Wien
- Grand Hotel Wien （页面存档备份，存于） - official website
- JJW Hotels & Resorts （页面存档备份，存于）
- JJW Luxury Collection